# Sperosoma antillense
Sperosoma antillense är en sjöborreart. Sperosoma antillense ingår i släktet Sperosoma och familjen Echinothuriidae. Inga underarter finns listade i Catalogue of Life.